# Николае Чука
Николае Йонел Чука (на румънски: Nicolae Ciucă, роден на 7 февруари 1967 г.) е румънски политик и пенсиониран генерал от румънските сухопътни сили. Идеологически консерватор, министър-председател на Румъния от 25 ноември 2021 г. до 12 юни 2023 г., след като получава широка парламентарна подкрепа от името на Националната либерална партия, както и Социалдемократическата партия и Демократическия съюз на унгарците в Румъния. От 10 април 2022 г. е председател на Национално либералната партия.
Чука е участвал във войните в Афганистан и Ирак. Той е началник на генералния щаб на румънската армия от 2015 до 2019 г., а от 2019 до 2021 г. е министър на отбраната. Той ръководи за кратко, като временно изпълняващ длъжността, румънското правителство между 7 и 23 декември 2020 г., след оставката на бившия премиер Лудовик Орбан. На 21 октомври 2021 г. той е назначен от президента Клаус Йоханис да състави ново правителство след разпускането на предходния кабинет и отхвърлянето на Дачиан Чолош като министър-председател, но впоследствие се отказва от мандата си. Йоханис го номинира отново на 22 ноември 2021 г.

## Ранен живот и военна кариера
Николае Чука е роден в Пленица, община в окръг Долж. Завършва военния лицей „Тудор Владимиреску“ в Крайова през 1985 г. и Академията на сухопътните сили „Николае Бълческу“ в Сибиу през 1988 г.
По време на военната си кариера е участвал в мисии в Афганистан, Босна и Херцеговина и Ирак. От 2001 г. до 2004 г. е командир на 26-ти пехотен батальон (известен още като „Червените скорпиони“), с който участва в операция „Трайна свобода“ в Афганистан и операция „Древният Вавилон“ в Ирак. По време на последната операция през май 2004 г. при Насирия, Ирак, той ръководи румънски войски във въоръжено сражение. Повишен е в чин генерал на 25 октомври 2010 г.
През 2015 г. той заменя Щефан Данила като началник на румънския генерален щаб. Неговият 4-годишен мандат на тази длъжност е удължен с още една година от румънския президент Клаус Йоханис през 2018 г. Това предизвиква конфликт между Йоханис, министър-председателя Виорика Дънчила и тогавашния министър на отбраната Габриел-Бениамин Лес, който възнамерява да смени поста.

## Политическа кариера
Националнолибералната партия предлага Чука за министър на отбраната в първия кабинет на Орбан. Той е преместен като резерв на 28 октомври 2019 г., когато е назначен за началник на румънския генерален щаб от Даниел Петреску. Той става министър на отбраната на Румъния на 4 ноември 2019 г. През октомври 2020 г. се присъединява към Националната либерална партия, за да се кандидатира за сенатор за Сената на Румъния на законодателните избори през същата година и впоследствие също е избран.
На 7 декември 2020 г., след оставката на министър-председателя Лудовик Орбан, той е назначен за изпълняващ длъжността министър-председател от Йоханис. Изпълнява длъжността министър-председател до сформирането на ново коалиционно правителство под ръководството на Флорин Къцу на 23 декември според резултата от изборите в Румъния през 2020 г.
Въпреки това, след като кабинетът Къцу е разпуснат чрез вот на недоверие на 5 октомври 2021 г., Йоханис номинира Чука за кандидат за министър-председател на 21 октомври 2021 г. Докато Демократичният алианс на унгарците в Румъния бързо се съгласява да поднови правителство на малцинството, Социалдемократическата партия предлага да го подкрепи временно по време на пандемията от COVID-19 в замяна на съгласие с 10 мерки. Той представя правителството си на 29 октомври. След като не успява да спечели подкрепата на Социалдемократическата партия и Съюза „Спаси Румъния“, той се отказва от съставянето на правителство на 1 ноември. Номиниран е отново за кандидат-премиер на 22 ноември 2021 г. и е одобрен от парламента на 25 ноември, след като получава 318 гласа „за“. Часове по-късно той се заклева.
След като Флорин Кицу подава оставка като председател на Националната либерална партия на 2 април 2022 г., последвано от 8-дневно временно ръководство на Георге Флутур, Чука е избран за нов лидер на партията. Той е третият пореден политик от 2019 г. насам, който е едновременно министър-председател и председател на Националната либерална партия едновременно.
На 26 август 2022 г. Чука подписва първите договори за финансиране на така наречената инвестиционна програма Anghel Saligny – фондация, чиято цел е да развива селища за румънски цивилни, официално създадени в резултат на румънската политическа криза от 2021 г.